# Supe
Supe es una ciudad peruana, capital del distrito homónimo ubicado la provincia de Barranca en el departamento de Lima. Se halla a una altitud de 45 m s. n. m. Su conurbación se extiende fuera del distrito de Supe y abarca parte del distrito de Supe Puerto. Se encuentra a 182 km de Lima. Fue una de las primeras ciudades del país en declarar su independencia, el 5 de abril de 1819.

## Demografía
Según el censo de 2017, Supe tenía una población de 12 492 habitantes.
| Gráfica de evolución demográfica de Supe entre 1993 y 2017 |
|                                                            |
| Fuentes: Población 1993 y 2017                             |

## Clima
| Parámetros climáticos promedio de Supe (territorios entre 0 - 500 m s. n. m.). | Parámetros climáticos promedio de Supe (territorios entre 0 - 500 m s. n. m.). | Parámetros climáticos promedio de Supe (territorios entre 0 - 500 m s. n. m.). | Parámetros climáticos promedio de Supe (territorios entre 0 - 500 m s. n. m.). | Parámetros climáticos promedio de Supe (territorios entre 0 - 500 m s. n. m.). | Parámetros climáticos promedio de Supe (territorios entre 0 - 500 m s. n. m.). | Parámetros climáticos promedio de Supe (territorios entre 0 - 500 m s. n. m.). | Parámetros climáticos promedio de Supe (territorios entre 0 - 500 m s. n. m.). | Parámetros climáticos promedio de Supe (territorios entre 0 - 500 m s. n. m.). | Parámetros climáticos promedio de Supe (territorios entre 0 - 500 m s. n. m.). | Parámetros climáticos promedio de Supe (territorios entre 0 - 500 m s. n. m.). | Parámetros climáticos promedio de Supe (territorios entre 0 - 500 m s. n. m.). | Parámetros climáticos promedio de Supe (territorios entre 0 - 500 m s. n. m.). | Parámetros climáticos promedio de Supe (territorios entre 0 - 500 m s. n. m.). |
| Mes                                                                            | Ene.                                                                           | Feb.                                                                           | Mar.                                                                           | Abr.                                                                           | May.                                                                           | Jun.                                                                           | Jul.                                                                           | Ago.                                                                           | Sep.                                                                           | Oct.                                                                           | Nov.                                                                           | Dic.                                                                           | Anual                                                                          |
| ------------------------------------------------------------------------------ | ------------------------------------------------------------------------------ | ------------------------------------------------------------------------------ | ------------------------------------------------------------------------------ | ------------------------------------------------------------------------------ | ------------------------------------------------------------------------------ | ------------------------------------------------------------------------------ | ------------------------------------------------------------------------------ | ------------------------------------------------------------------------------ | ------------------------------------------------------------------------------ | ------------------------------------------------------------------------------ | ------------------------------------------------------------------------------ | ------------------------------------------------------------------------------ | ------------------------------------------------------------------------------ |
| Temp. máx. media (°C)                                                          | 25.8                                                                           | 26.8                                                                           | 26.4                                                                           | 25                                                                             | 22.6                                                                           | 21.2                                                                           | 20.6                                                                           | 20                                                                             | 20.2                                                                           | 21.1                                                                           | 22.6                                                                           | 24.4                                                                           | 23.1                                                                           |
| Temp. media (°C)                                                               | 21.4                                                                           | 22.4                                                                           | 22                                                                             | 20.7                                                                           | 18.6                                                                           | 17.5                                                                           | 16.9                                                                           | 16.3                                                                           | 16.4                                                                           | 17.1                                                                           | 18.4                                                                           | 19.8                                                                           | 19                                                                             |
| Temp. mín. media (°C)                                                          | 17.1                                                                           | 18                                                                             | 17.6                                                                           | 16.4                                                                           | 14.7                                                                           | 13.8                                                                           | 13.3                                                                           | 12.7                                                                           | 12.7                                                                           | 13.2                                                                           | 14.2                                                                           | 15.2                                                                           | 14.9                                                                           |
| Fuente: climate-data.org                                                       |                                                                                |                                                                                |                                                                                |                                                                                |                                                                                |                                                                                |                                                                                |                                                                                |                                                                                |                                                                                |                                                                                |                                                                                |                                                                                |

## Lugares de interés

### Supe
- Ciudad Sagrada de Caral[5]
- Museo Comunitario de Supe[6]
- Sitio Arqueológico Allpacoto[7]
- Sitio Arqueológico Chimú Capac[8]
- Sitio Arqueológico Era de Pando[9]
- Sitio Arqueológico Lurihuasi[10]
- Sitio Arqueológico Miraya[11]
- Sitio Arqueológico de Piedra Parada[12]

### Supe Puerto
Puerto Supe, conocida oficialmente como Supe Puerto (para distinguirla de la vecina región de Supe Pueblo, un municipio independiente), es una pequeña ciudad portuaria situada en la provincia de Barranca, en la región Lima Provincias, en la costa de Perú. Se encuentra a aproximadamente 190 km al norte de Lima, y es parte del valle de Supe.
Puerto Supe es conocido por tener uno de los sitios arqueológicos más antiguos de las Américas. El sitio arqueológico de El Áspero se ha fechado a más de 3000 aC, y es parte de un complejo de 20 sitios repartidos por todo el valle de Supe, que constituyen la civilización más antigua conocida en las Américas: El Norte Chico, o Caral-Supe, la civilización.
La ciudad también cuenta con un faro y un playa prácticamente intacta, protegida, donde la atracción principal es una isla de marea conocida como la Isla del Faraón, que está rodeada por agua debido a la subida del mar. En los últimos años, sin embargo, el mar parece haber retrocedido (o aumentado el suelo), por lo que el agua ahora forma una isla sólo ocasionalmente en las mareas más altas.
- Supe Puerto[13][14]
- Sitio Arqueológico Áspero[15]
- Playas de Supe Pueblo[16]
- Casa José María Arguedas:[17] El edificio fue declarado Patrimonio Cultural de la Nación en el 2018. Está ubicado en la calle Lima 420 y fue residencia del escritor José María Arguedas por 20 años, entre 1943 y 1963.[18]
- Totoral Los Patos[19]
- Playa La Isla del Faraón[20]

## Galería

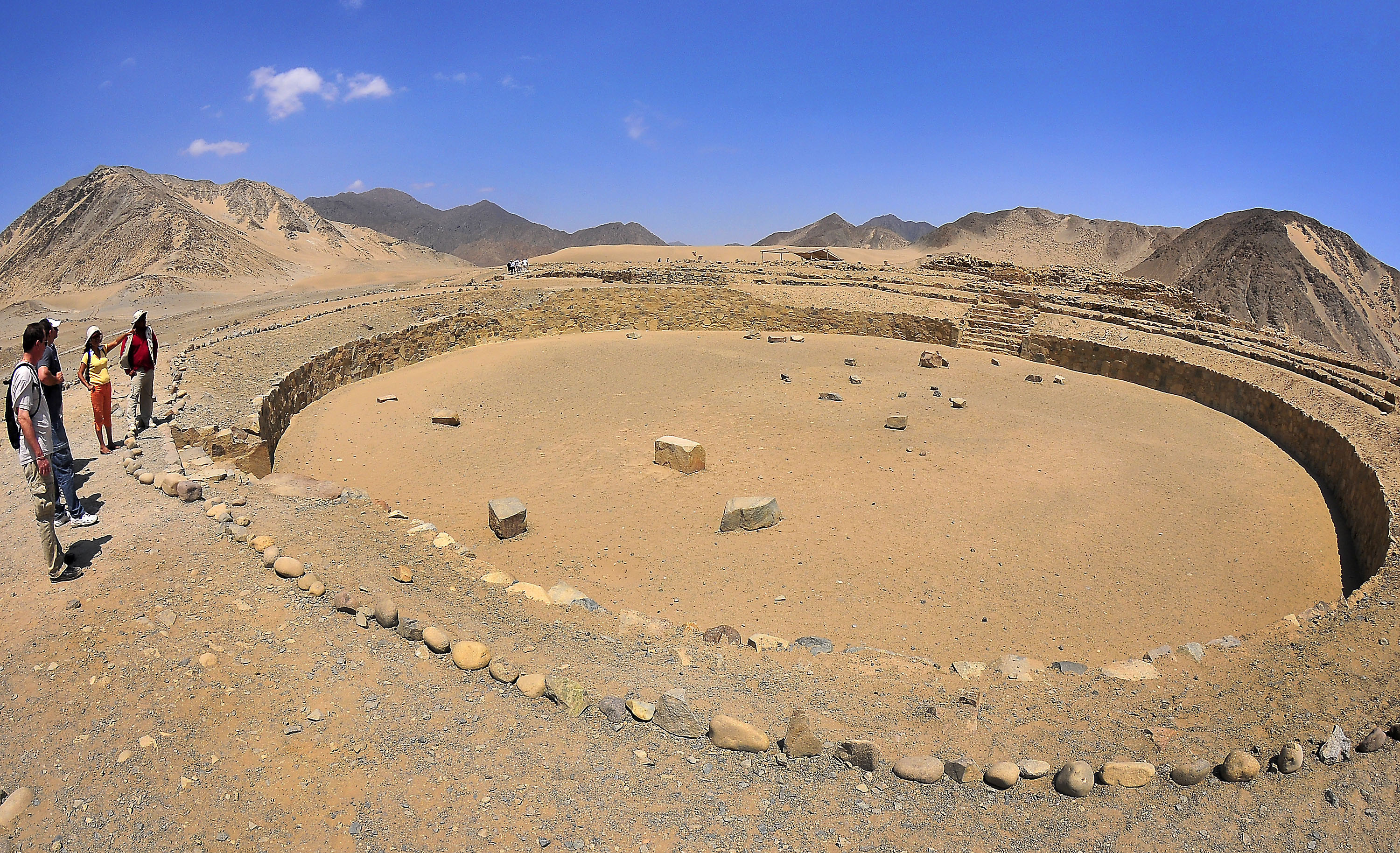
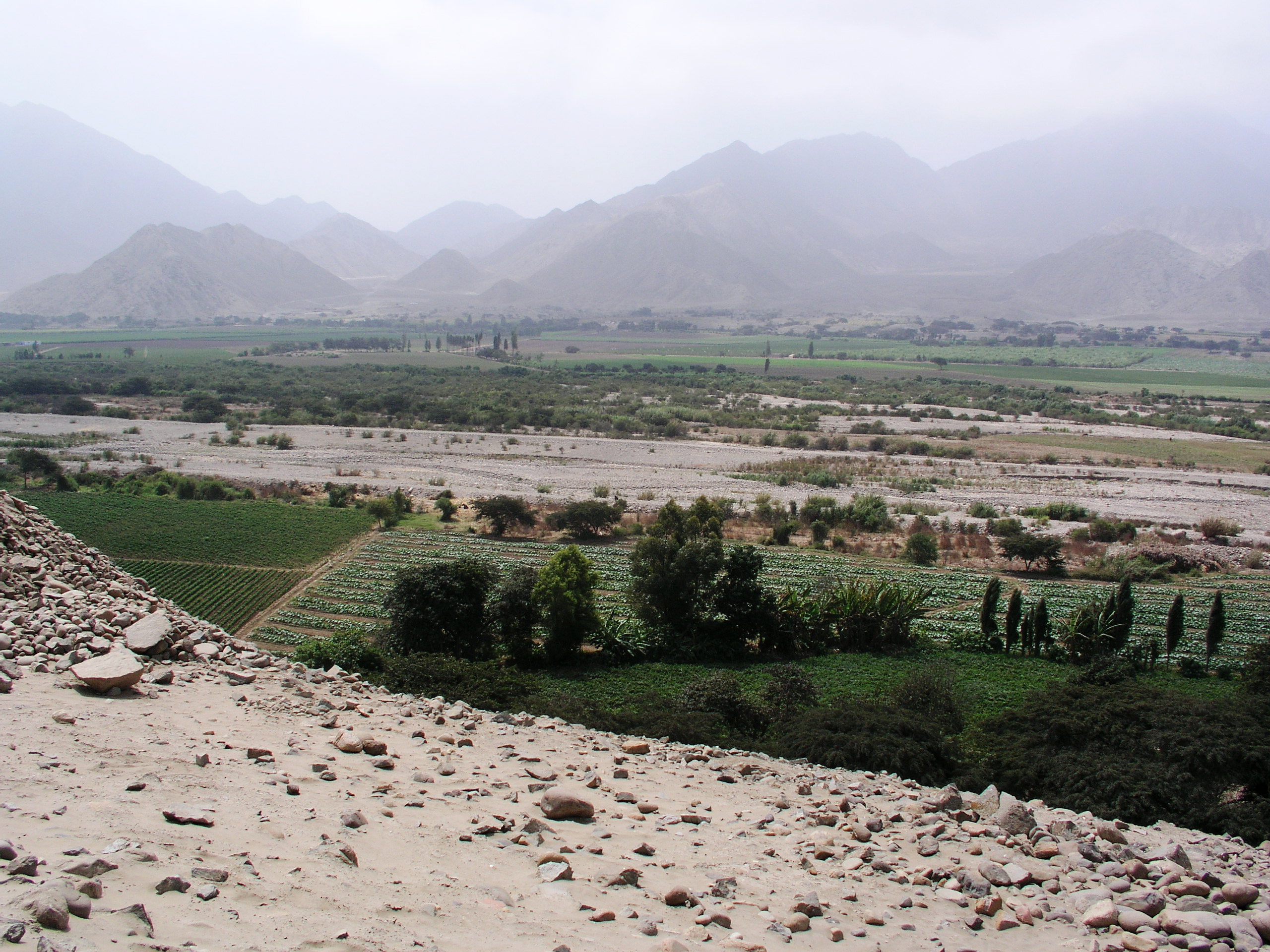
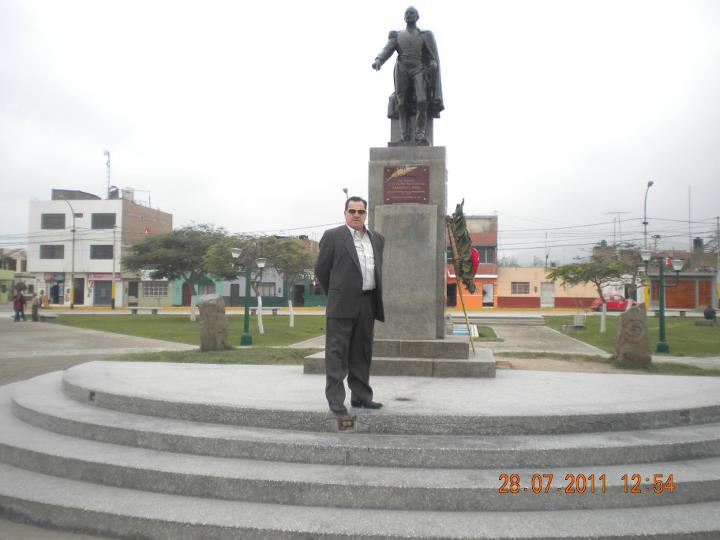

## Cultura
- Los tamales de Supe[21]